# Tomás de Iriarte y Oropesa
Tomás de Iriarte y Oropesa (ur. 18 września 1750, zm. 17 września 1791) – hiszpański poeta i teoretyk literatury. Brat polityka Bernarda de Iriarte.
Należał do zwolenników francuskiego oświecenia. Bronił estetyki klasycystycznej. Autor bajek pisanych wierszem (Fabulas literarias, 1782) oraz satyr i komedii dydaktycznych. Tłumaczył m.in. pisma Horacego (np. Sztuka poetycka) i Woltera.